# Hold On (Moguai)
Hold On è un singolo del disc jockey Moguai in collaborazione ai Cheat Codes, pubblicato il 28 settembre 2015.

## Video musicale
Il videoclip è stato pubblicato il 19 ottobre 2015 sul canale YouTube di Moguai.

## Tracce
Download digitale
1. Moguai – Hold On (feat. Cheat Codes) (Radio Edit) – 2:58
2. Moguai – Hold On (feat. Cheat Codes) (Extended Mix) – 3:56

## Classifiche
| Classifica (2015) | Posizione massima |
| ----------------- | ----------------- |
| Belgio (Fiandre)  | 64                |
| Belgio (Vallonia) | 19                |
| Paesi Bassi       | 86                |